# Floyd Bennett Field

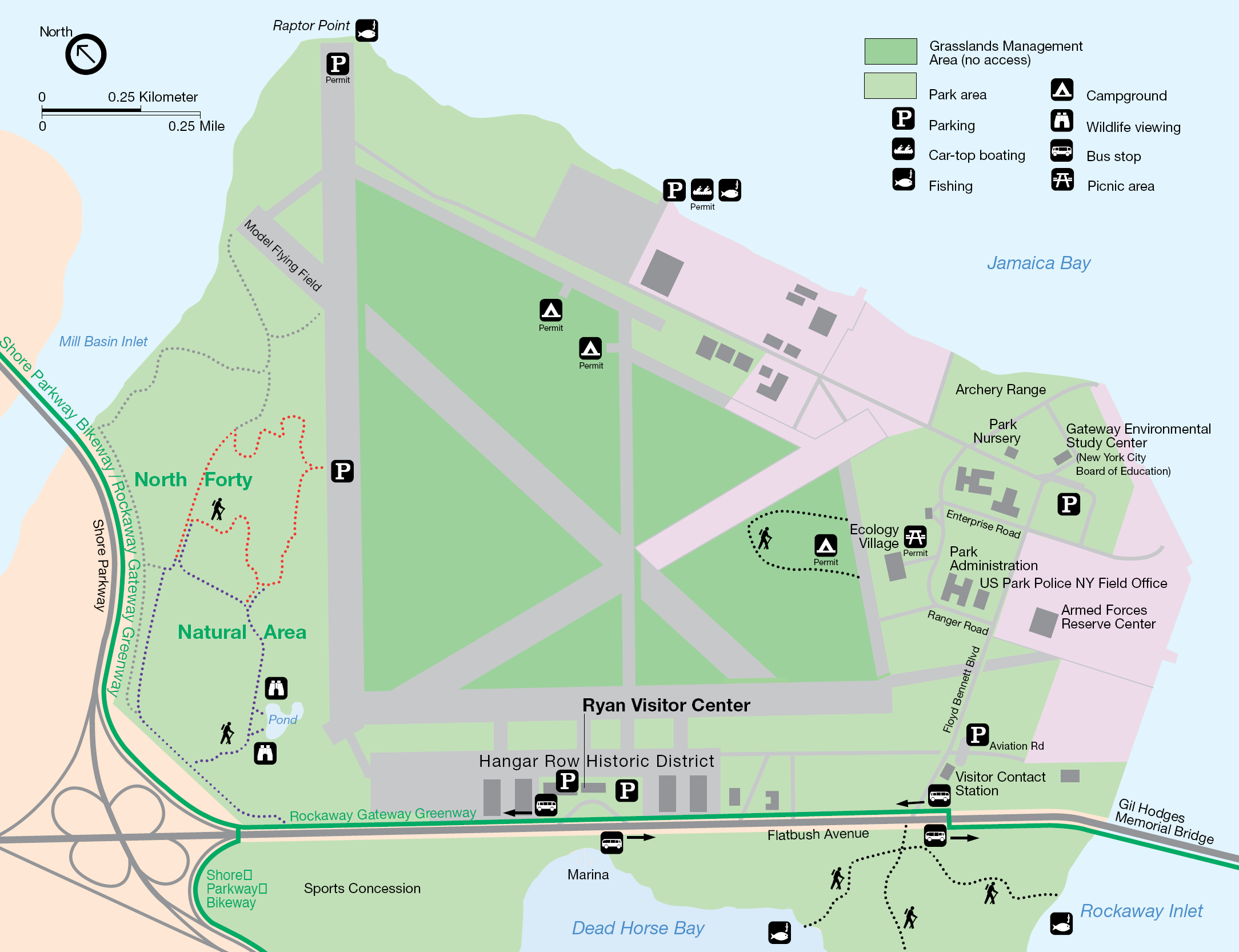
Übersichtskarte des National Park Service von Floyd Bennett Field

Floyd Bennett Field war der erste städtische Flughafen von New York City und ist heute Teil des Gateway National Recreation Area, das vom National Park Service verwaltet wird. Floyd Bennett Field ist nach dem amerikanischen Flugpionier Floyd Bennett, der zusammen mit Richard Byrd 1926 den Nordpol angeflogen hatte, benannt.

## Lage

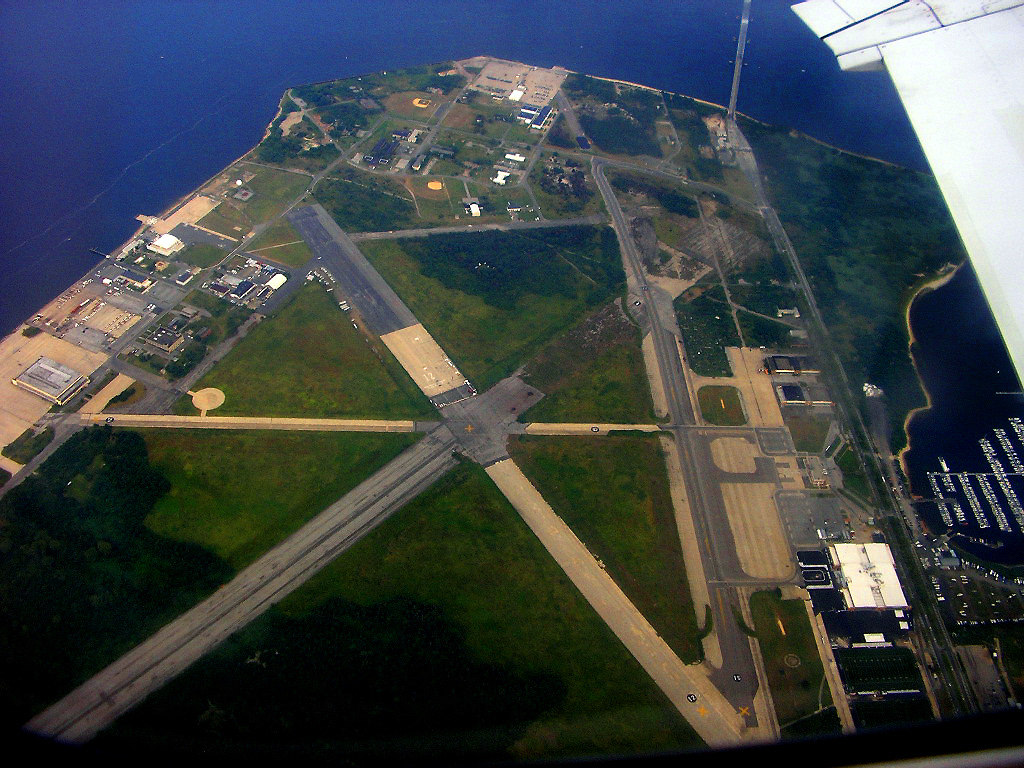
Luftaufnahme des Floyd Bennet Field

Floyd Bennett Field liegt am südlichen Ende der Flatbush Avenue an der Jamaica Bay im Süden des New Yorker Stadtteils Brooklyn und entstand durch Aufschüttung der Salzmarsch zwischen der ursprünglich Brooklyn vorgelagerten Insel Barren Island und Brooklyn. Im Norden wird das Gebiet vom Belt Parkway begrenzt, im Osten und Süden von der Jamaica Bay bzw. dem Jamaica Bay Channel, der die Jamaica Bay mit der Lower New York Bay verbindet, und im Westen von der Flatbush Avenue. Das gesamte Areal hat eine Größe von etwa 5,2 Quadratkilometern.

## Geschichte

### Ausgangslage
Mit dem Aufstieg der kommerziellen Luftfahrt in den USA während der 1920er Jahre, der dadurch erleichtert wurde, dass der U.S. Postal Service mit der 1927 erfolgten Abgabe der Luftpost an private Fluglinien den Luftverkehr subventionierte, stieg der Bedarf an Flugplätzen nahe den großen amerikanischen Ballungszentren. Während in vielen Städten Flugplätze entstanden, verschlief New York die Entwicklung zunächst. Der damalige Handelsminister (und spätere U.S. Präsident), Herbert Hoover, zeigte sich besorgt über den Mangel eines adäquaten Flugplatzes in New York und entsandte ein 23-köpfiges Expertenkomitee nach New York mit der Aufgabe, geeignete Standorte für einen Flughafen in New York zu finden. Dieses Komitee legte am 29. November 1927 einen Bericht mit sechs möglichen Standorten in New York City vor, darunter das spätere Floyd Bennett Field.
Auf Initiative des Flugpioniers Clarence D. Chamberlain, der den Atlantik unmittelbar nach Charles Lindbergh überflogen hatte und der als Berater für die Stadt New York für die Wahl eines Flughafens fungierte, wurde schließlich Floyd Bennett Field ausgewählt. Die Gründe hierfür waren, dass die Wetterbedingungen hier relativ günstig erschienen, das Gebiet abseits von Bebauung und anderen Hindernissen lag und die Jamaica Bay Landemöglichkeiten für die damals populären Wasserflugzeuge bot. Außerdem befand sich das Gebiet in städtischem Besitz und Aushub für den Jamaica Bay Channel konnte direkt vor Ort verfüllt werden.
Im Auftrag des New York City Department of Docks begannen 1928 die Füllarbeiten, die bis 1929 weitgehend abgeschlossen waren. Nach deren Abschluss begann der Bau von zwei Landebahnen und der Flugzeughangars. Ein begrenzter Flugbetrieb begann am 26. Juni 1930, die offizielle Einweihung fand am 23. Mai 1931 statt.

### Luftfahrtrekorde und kommerzieller Niedergang in den 1930er Jahren

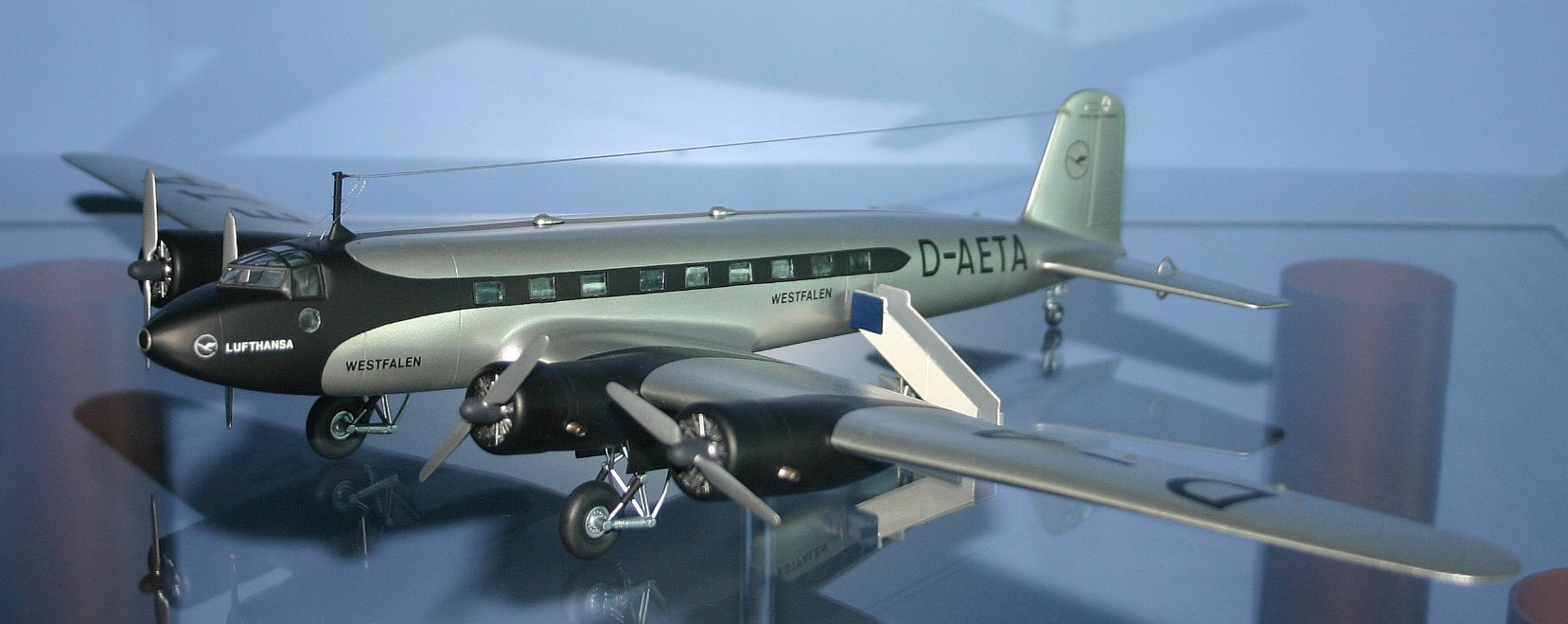
Focke-Wulf Fw 200 B „Condor“ der Lufthansa (Modell)

Kommerziell konnte sich Floyd Bennett Field in der Folge allerdings nicht gegen den 1928 eröffneten Flughafen Newark im benachbarten New Jersey durchsetzen, der sich bereits als Luftpostdrehkreuz und Passagierflughafen etabliert hatte und durch den Pulaski Skyway und Holland Tunnel verkehrstechnisch hervorragend an Manhattan angebunden war. Wegen der hohen Subventionen aus dem Luftpostgeschäft versuchte der damalige New Yorker Bürgermeister Fiorello LaGuardia, Floyd Bennett Field als neues Drehkreuz für die Luftpost im Großraum New York anstelle von Newark durchzusetzen, aber 1936 lehnte der Postal Service dies mit der Begründung ab, dass Newark kostengünstiger zu betreiben und verkehrstechnisch günstiger gelegen sei.
Trotz oder gerade wegen des mangelnden kommerziellen Erfolgs wurde Floyd Bennett Field der Ausgangspunkt vieler Luftfahrtrekorde in den 1930er Jahren. So landete dort am 10. August 1938 das landgestützte Passagierlangstreckenflugzeug Fw 200 V1 „Condor“ D-ACON der Lufthansa, nachdem es als erstes Passagierflugzeug nonstop die 6.371 Kilometer lange Strecke vom Flughafen Berlin-Staaken aus in 24 Stunden, 56 Minuten und 12 Sekunden erfolgreich absolviert hatte. Auch der Rückflug nach Berlin-Tempelhof (19 Stunden und 55 Minuten) wurde von der FAI als Flugweg-Rekord, 2. Kategorie (Rekord mit Besatzung), anerkannt.

### Übernahme durch die U.S. Navy

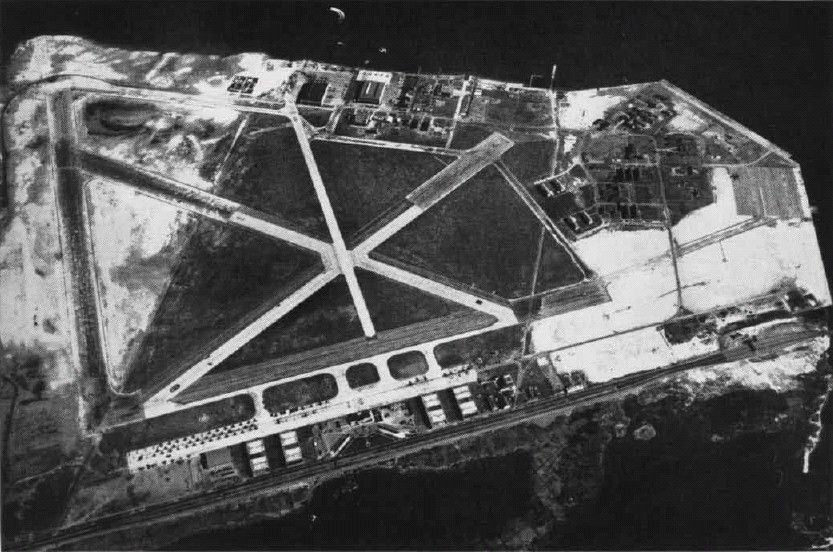
Floyd Bennett Field in den 1940er Jahren

Aufgrund der mangelnden Wirtschaftlichkeit, die sich mit der Eröffnung des späteren LaGuardia Airports 1939 noch stärker bemerkbar machte, stand die Stadt New York Plänen der U.S. Navy, den Flughafen zu übernehmen, aufgeschlossen gegenüber. Bereits seit 1931 hatte die Navy Hangars dort betrieben und die Aktivitäten wurden während der 1930er Jahre schrittweise erweitert. Stadt und Navy einigten sich schließlich auf einen Verkauf, und am 26. Mai 1941 endete der kommerzielle Flugverkehr. Eine Woche später, am 2. Juni 1941, nahm die New York Naval Air Station, Floyd Bennett Field, den Betrieb auf, auch wenn der offizielle Verkauf erst Anfang 1942 vollzogen wurde.
Die Navy erweiterte das Flughafengelände von 1,57 km² auf 5,2 km², baute die Landebahnen aus und errichtete neue Kasernen und Hangars. Während des Zweiten Weltkriegs diente Floyd Bennett Field der Pilotenausbildung und als Basis für die U-Bootbekämpfung im Nordatlantik. Außerdem wurde ein Großteil der Luftfracht und des Personenverkehrs für die Streitkräfte der USA auf dem europäischen Kriegsschauplatz über Floyd Bennett Field abgewickelt, das so zum verkehrsreichsten Flughafen der USA während des Weltkrieges wurde.

### Nach dem Zweiten Weltkrieg
Nach Ende des Zweiten Weltkriegs wurde Floyd Bennett Field im Juli 1946 zu einer Basis der Marineflieger-Reserve herabgestuft. Kurzzeitig gab es 1947 sogar Bestrebungen der Stadt New York, den Flugplatz wieder für die zivile Luftfahrt zu nutzen, weil der LaGuardia Airport, der ebenfalls zu großen Teilen auf aufgeschüttetem Land errichtet wurde, instand gesetzt werden musste, und der neue Idlewild Airport – der spätere JFK Airport – noch nicht vollständig ausgebaut war. Diese Pläne zerschlugen sich jedoch, und mit dem Ausbruch des Korea- und Vietnamkriegs nahm die militärische Nutzung stark zu, vor allem als Ausbildungsflughafen für die Marineflieger.
Nach Ende des Vietnamkrieges ging der Flugverkehr stark zurück, und die Navy wollte ihre Basis schließen. Der Staat New York trug sich Ende der 1960er Jahre mit dem Gedanken, auf dem Flughafengelände Wohnungen für bis zu 180.000 Menschen zu errichten. Diese Pläne wurden dann aber aufgrund des Widerstandes der Stadt New York und von Umweltschützern, die das Gebiet als Park nutzen wollten, aufgegeben. Die U.S. Navy gab schließlich die Basis Mitte 1971 auf, und nur die Küstenwache, die schon seit 1936 einen Stützpunkt auf dem Gelände hatte, nutzte noch einen Teil des Flughafens. Der größte Teil von Floyd Bennett Field wurde mit der Gründung des Gateway National Recreation Area im Jahre 1972 dem neuen Naturpark zugeschlagen. Am 11. April 1980 wurde der Flughafen als Historic District in das National Register of Historic Places eingetragen.

## Zwischenfälle
- Am 20. September 1947 fielen zwei Triebwerke einer Douglas DC-4 der US-amerikanischen Pan American World Airways (Luftfahrzeugkennzeichen NC88911) im Anflug auf den New Yorker LaGuardia Airport aus. Zudem entzündete ein Störlichtbogen die Fahrwerksreifen. Bei der Notlandung auf dem nahegelegenen Floyd Bennett Field setzte die Maschine kurz vor der Landebahnschwelle auf. Alle 41 Personen an Bord, fünf Besatzungsmitglieder und 36 Passagiere, überlebten den Unfall. Auslöser für das Feuer war unzureichende Isolation zwischen einer Stromschiene und der Halterung der Motorsteuerungsscheibe.[13]